# Почётная грамота Республики Узбекистан
Почётная грамота Республики Узбекистан (узб. Oʻzbekiston Respublikasining Faxriy Yorligi) — государственная награда Узбекистана. Учреждена Законом Республики Узбекистан от 22 декабря 1995 года № 176-I «О государственных наградах». Настоящее положение о Почётной грамоте утверждено Законом Республики Узбекистан от 17 декабря 2009 года № ЗРУ-235 «Об утверждении Положения о Почетной грамоте Республики Узбекистан и описании Почетной грамоты Республики Узбекистан».
Почётной грамотой награждаются граждане Узбекистана и иностранные граждане за трудовые и боевые заслуги, плодотворную государственную, общественную и творческую деятельность. В отдельных случаях почётной грамотой могут награждаться предприятия, организации, воинские соединения и административно-территориальные единицы страны. Награждённым выдают вознаграждение в размере пяти минимальных заработных плат или памятный подарок эквивалентной стоимости.

## Описание
Почётная грамота представляет собой бланк установленного образца, вложенный в папку с твёрдым переплётом цвета «зелёный мрамор».
Лицевая сторона папки обрамлена рамкой из сусального золота, сверху по центру расположен герб Узбекистана из медного сплава с позолотой, покрытый разноцветной эмалью. Текст узб. Oʻzbekiston Respublikasining Faxriy Yorligi (Почётная грамота Республики Узбекистан).
На бланке грамоты на левой стороне изображен герб Узбекистана на фоне флага, текст узб. О'ZBEKISTON RESPUBLIKASINING FAXRIY YORLIG'I BILAN MUKOFOTLANDI (Награждается Почётной грамотой Республики Узбекистан), продублированный на английском языке.
На правой стороне изображение птицы Хумо, текст узб. Vatanimiz taraqqiyotiga qo'shgan samarali hissasi hamda ijtimoiy-siyosiy hayotdagi faol ishtiroki uchun (За эффективный вклад в развитие страны, а также активное участие в общественной и политической жизни), продублированный на английском языке, две линии для фамилии, имени и отчества награждённого, ниже текст узб. О'ZBEKISTON RESPUBLIKASI PREZIDENTI (Президент Республики Узбекистан), две линии для даты награждения и порядкового номера Почетной грамоты.